# Motown: A Journey Through Hitsville USA
Motown: A Journey Through Hitsville USA è un album discografico in studio del gruppo musicale statunitense Boyz II Men, pubblicato nel 2007. Rappresenta un tributo agli artisti della Motown.

## Tracce
1. Just My Imagination (Running Away with Me) (The Temptations)
2. It's the Same Old Song/Reach Out I'll Be There (The Four Tops)
3. Mercy Mercy Me (The Ecology) (Marvin Gaye)
4. The Tracks of My Tears (The Miracles)
5. Money (That's What I Want) (Barrett Strong)
6. Easy (The Commodores)
7. I Was Made to Love Her (Stevie Wonder)
8. All This Love (DeBarge)
9. Ribbon in the Sky (Acapella) (Stevie Wonder)
10. Ain't Nothing Like the Real Thing (feat. Patti LaBelle) (Marvin Gaye & Tammi Terrell)
11. Got to Be There (Michael Jackson)
12. War (Edwin Starr)
13. End of the Road (Acapella) (feat. Brian McKnight) (Boyz II Men)
14. There'll Never Be (International Bonus track) (Switch)